# Mniobia discophora
Mniobia discophora är en hjuldjursart som beskrevs av Bartoš 1951. Mniobia discophora ingår i släktet Mniobia och familjen Philodinidae. Inga underarter finns listade i Catalogue of Life.